# SD Gundam Psycho Salamander no Kyoui
SD Gundam Psycho Salamander no Kyoui (Super Deformed Gundam la minaccia della salamandra psichica) è un videogioco arcade basato sul franchise Gundam, in particolar modo sul periodo temporale dello Universal Century, da cui riprende le ambientazioni e alcune parti della storia, e della serie SD Gundam di cui usa i personaggi.

## Storia
Il Generale Gundam ha una missione da compiere, eliminare il malvagio Psycho Salamander, un mobile suit pesantemente armato. Solo il Gundam può compiere la missione.

## Modalità di gioco
Il videogioco è un classico gioco arcade picchiaduro con elementi di sparatutto, la modalità doppia è supportata e rende più giocabile il videogioco. Sono presenti molti mobile suit presenti nella serie classica di Gundam così come le armi, il sonoro e le ambientazioni. L'azione si svolge su sei livelli di cui alcuni nello spazio. Fra un livello e l'altro si potrà ottenere dei power-up tramite una specie di slot machine. Durante il gioco si potranno anche ottenere eliminando alcuni nemici, armi e scudi supplementari. Le armi hanno munizioni infinite e possono essere cambiate raccogliendone un'altra. Gli scudi assorbono qualche colpo e poi vengono distrutti. La modalità a due giocatori in contemporanea è supportata.